# 戴庄镇
戴庄镇，是中华人民共和国江苏省徐州市邳州市下辖的一个乡镇级行政单位。

## 行政区划
戴庄镇下辖以下地区：
戴庄村、倚东村、倚西村、沙庄村、滕湖村、东黄石村、周营村、林庄村、皂树村、山窝村、营子村、山头村、李圩村、北杨庄村、后浦村和良王城村。